# Video Rola
Video Rola (abreviado como VR) es un canal de televisión por suscripción mexicano dedicado a la transmisión de música regional mexicana. La señal del canal tiene una programación variada, programas en vivo, entrevistas exclusivas, vídeos de estreno, musicales en vivo exclusivos, entre otros programas. El canal es producido por la cableoperadora Megacable.

## Historia
La primera transmisión se realizó el lunes 16 de noviembre de 2000 como un concepto de una opción más de Megacable para ofrecer a sus clientes. El primer vídeo emitido fue Pena tras pena interpretado por la Banda El Recodo.
Inicialmente solo incluía música sin interrupciones, pero poco tiempo después comenzó a emitir programas como la Línea del corazón y Más Show. Haciendo así competencia directa al canal Bandamax quien hasta el momento era el único canal del género regional mexicano.

## Conductores

### Actuales
- Ana Laura Tanaka Orozco
- Julissa Carranza
- Marlene Contreras
- Miguelín

### Anteriores
- Edgar Fino
- Zarvany Yáñez
- Sofía Arimah
- Malena Esquer
- Jorge Gómez-Haro Planell
- Claudia Chávez
- Ana María y Ana Mónica "Las Gemelas"
- Berenice Rodríguez
- Angélica Siordia
- Vianney Peregrina
- Juan Carlos Casillas "El Skándalo"
- Pablo Lugo
- Oliver Ochoa
- Mariel Dueñas
- Christian Ramos
- Andrea Sánchez Navarro
- Montserrat San Román
- Paulina Amozurrutia
- Verónica Hernández
- Esteban Aranguren
- Maestro "Jac"
- "Alfredito de la J"
- Karla Torres
- Rafa Valles
- Misraím Guerrero
- Luzma Limón
- Mayra Alcalá
- René Nuño
- Alexandra González

## Programación

### Programación actual
- ADN Musical
- Ana Laura Presenta
- Beat Urbano
- DJ Rola
- En Concierto
- Give Me 5
- Karaoke
- La Cocinación
- La Entrevista
- La Regadera
- Las más pedidas
- Las Gruperronas
- Like News
- Mini Conciertos
- Música para tus Ojos
- P.M.
- Sala Musical
- Vídeo Recuerdos
- Videografía

### Programación anterior
- A Toda Música (ATM)
- Más Show
- Al Aire
- La Línea del Corazón
- La Miscelánea
- Quiero ser VJ
- La Cabina
- Pídala cantando
- Llegan los 60
- VJ's
- Horóscopos
- El Tímpano
- Las Buenas
- Especiales Video Rola
- Rosa Celeste
- Dos x Uno (2x1)
- Las Luchonas
- El Tendedero
- Tú decides
- Maratón
- Mega estelares
- Menos kilos, Más música
- VR Cinema
- Las de Video Rola
- Las Dedicadas
- Los de Video Rola
- Súbeme el Rating
- Sólo Videos
- Juntos pero no revueltos
- Video Tips
- Chismorola
- Bloque de Tres
- La Cuerda
- Con Sabor
- Playlist
- Back Stage
- Fresco
- Los Consentidos
- Mi CoVR
- ATM News
- VR Mix
- VR en Línea
- Hola Videorola
- El Reto
- Frente a Frente
- Enredos
- Picnic Karaoke
- El Show con Rafa Valles
- Video Bloggeros

## Controversias

### Problemas con Televisa
Tras el rechazo de Televisa en renovar contrato con Megacable, la cableoperadora retiró todos los canales de Televisa Networks de su rejilla de programación. Debido a que el cambio incluía la salida de Bandamax de su oferta, el 9 de septiembre de 2016, Megacable creó Video Rola Plus (VR+) para sustituir al canal en su ausencia, dentro del dial (Canal) 628.